# أنتيميوس الترالسي
أنتيميوس الترالسي (و. 474 – 534 م) هو رياضياتي، وفيزيائي، ومهندس معماري، ومهندس، ونحات من الإمبراطورية البيزنطية، توفي في القسطنطينية، عن عمر يناهز 60 عاماً.

## أعمال بارزة
من أهم أعماله:
- آيا صوفيا.